# 隼人站

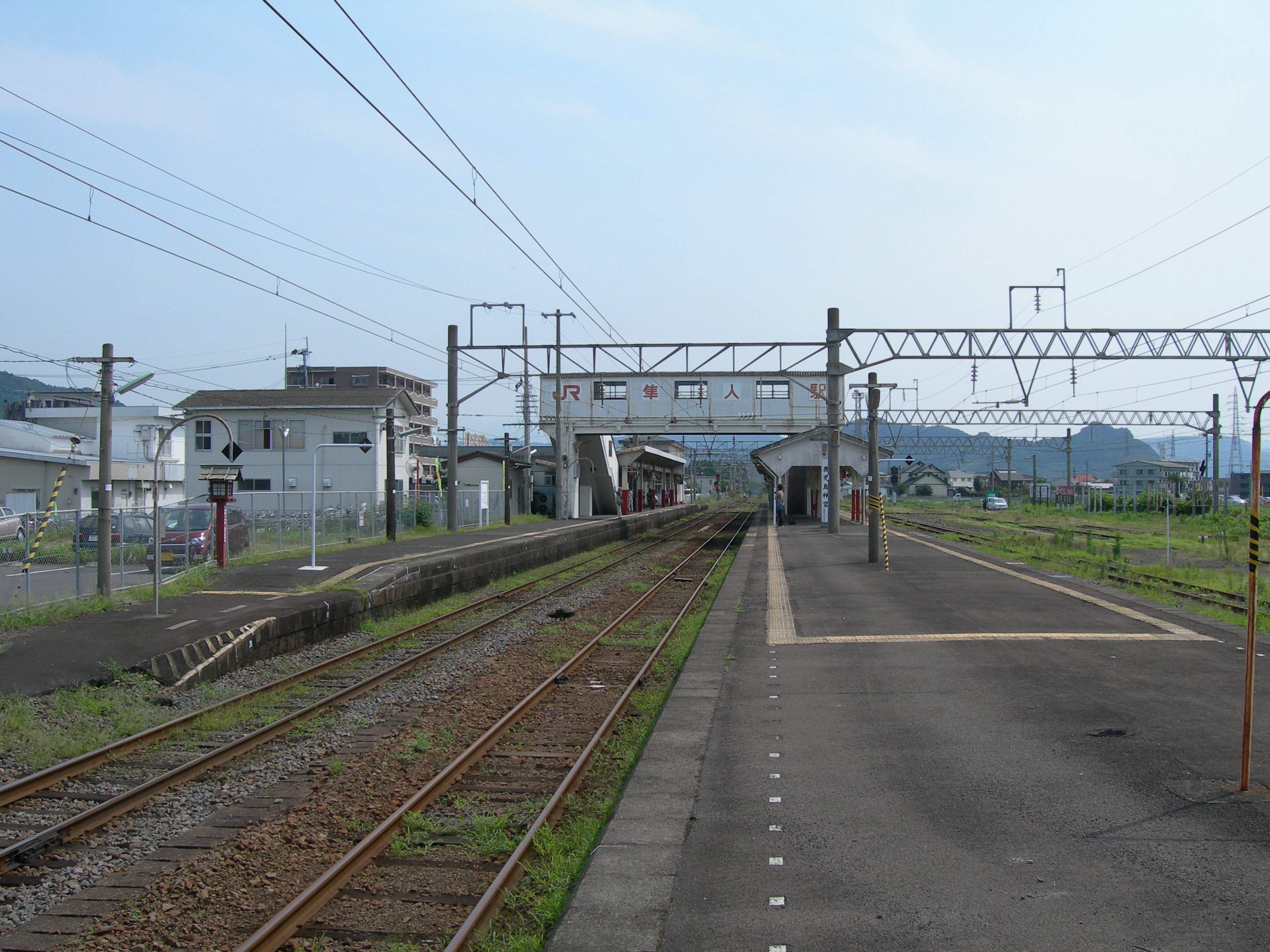
月台

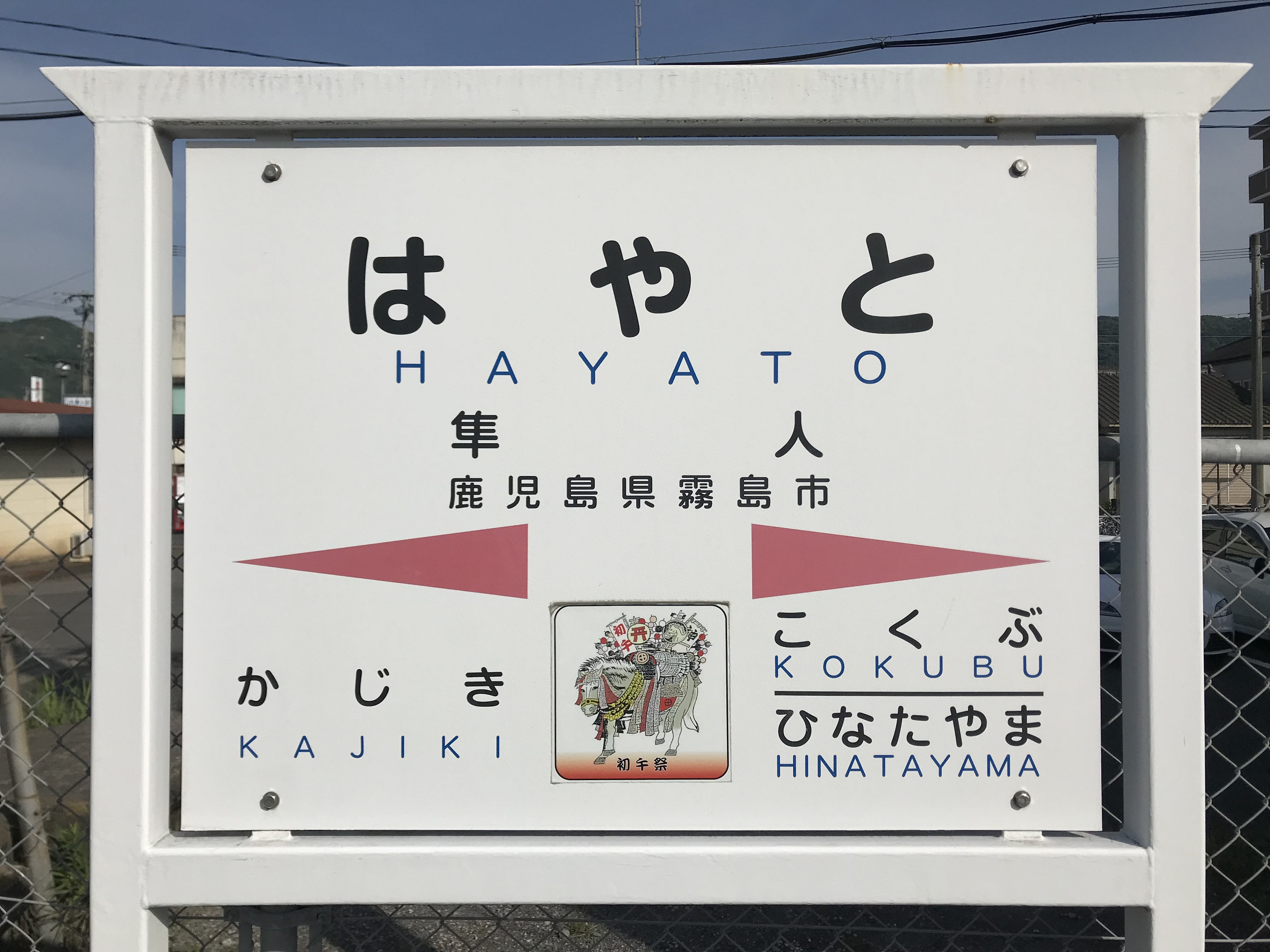
鳥居型站名牌。圖案是鹿兒島神宮的初午祭 (鹿兒島神宮)

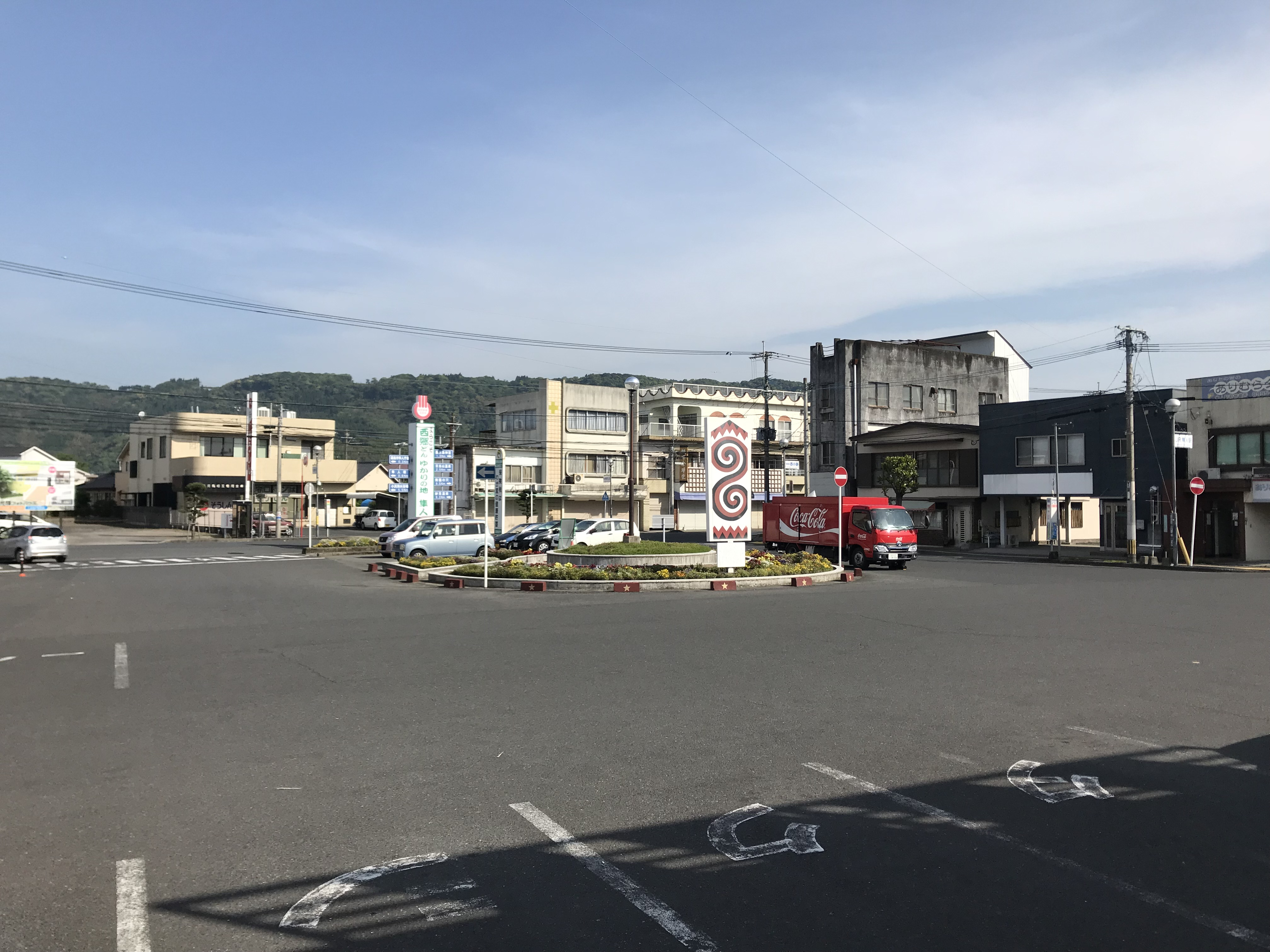
站前風景

隼人站（日语：／ Hayato eki */?）是位於鹿兒島縣霧島市隼人町內山田一丁目，九州旅客鐵道（JR九州）的車站。事務管號碼為▲940520。本站同為日豐本線及肥薩線的車站，為直營車站，並設有綠色窗口。
JR九州所發行的IC卡「SUGOCA」可於本站使用，但只限於日豐本線或鹿兒島本線中指定「鹿兒島地域」範圍內，不能於肥薩線上使用。而肥薩線另一端終點八代站雖然也設有SUGOCA閘機，但由於屬「其他地域」，因此也不能使用。

## 車站構造

### 站房
現時使用中的為第二代站房，以水泥建成的單層站房，屬於典型國鐵時代近郊式中心車站的設計，正中央為車站入口、通道及驗票口，左側為站務處、票務窗口及職員留宿處，並設有可發售指定席、非記名式SUGOCA及增值的輕觸式自動售票機，右側為候車大堂，最右側為男、女獨立洗手間。驗票口前設置了一對專為出、入閘而設的IC卡感應器，而在閘內更設有IC卡增值機。
在九州新幹線新八代站至鹿兒島中央站開通之時，特別委託了黎明設計研究所（ドーンデザイン研究所）的水戶岡銳治為本站及霧島神宮站作外形設計，最終本站採用了以竹枝舖滿整個外牆，並在玄關位上方的車站名牌前、加上了與西都城站相同的薩摩「島津家」的家紋。
2018年，霧島市提出了在車站東口進行「隼人站東地區土地整理項目」，主要是改善現時的站前廣場及前方的日當山線、站前東線兩條道路。對站房並沒有影響。

### 月台
設有側式月台和島式月台各1個，共提供2面3線的配置。月台之間以附有升降機的行人天橋接駁。另外，設有數條側線（當中1條是著發線），用作深夜至翌日早上使用的列車停泊。
| 月台 | 路線      | 上下行 | 方向                                        | 備註                    |
| ---- | --------- | ------ | ------------------------------------------- | ----------------------- |
| 1、2 | ■日豐本線 | 下行   | 鹿兒島中央、經■鹿兒島本線往伊集院、川內方向 | 下行特急列車使用1號月台 |
| 1、2 | ■日豐本線 | 上行   | 國分、都城、宮崎方向                        |                         |
| 1、2 | ■肥薩線   | 上行   | 吉松、經■吉都線往都城、南宮崎方向           |                         |
| 3    | ■日豐本線 | 下行   | 鹿兒島中央方向                              |                         |
| 3    | ■日豐本線 | 上行   | 國分、都城、宮崎方向                        | 上行特急列車使用3號月台 |

在夜間，2號月台會停泊2輛KiHa47系、1輛KiHa40系，3號月台停泊415系，在留置線上停泊787系與2輛KiHa47系。

## 歷史
- 1901年6月10日：遞信省鐵道作業局鹿兒島線鹿兒島站～本站間開通[3]，當時稱為「國分站」。
- 1903年1月15日：鹿兒島線本站～橫川站開通[4]。
- 1909年11月21日：鹿兒島線改編入鹿兒島本線內[5]。
- 1927年10月17日：因應八代經川內至鹿兒島的川內本線全線開通，原來八代經人吉至鹿兒島的鹿兒島本線改稱為「肥薩線」[6]。
- 1929年：

- 9月1日：車站由「國分站」改稱為「西國分站」。
- 11月24日：國都西線由本站伸延至國分站，同時將鹿兒島本線本站～鹿兒島一段及山野線一同併入為國都西線內。

- 1930年9月15日：車站再改名，由「西國分站」改稱為「隼人站」[10]。
- 1932年12月6日：國都西線與國都東線一同併入日豐本線內[11]。
- 1971年10月4日：取消貨物提取業務。
- 1972年1月：站房重建[12]。
- 1985年3月14日：取消手提行李提取業務。
- 1987年4月1日：國鐵分割民營化，車站由九州旅客鐵道（JR九州）營運。
- 1993年：

- 8月6日：受平成5年8月豪雨影響，西都城站至鹿兒島站一段停駛。
- 9月19日：隨國分站～鹿兒島站之間重新開通而重開。

- 2012年12月1日：可以使用IC卡「SUGOCA」[14]。

## 使用狀況
以下為近年1日平均使用人次。
| 年度 | 1日平均 乘車人次 | 1日平均 上下車人次 |
| ---- | ---------------- | ------------------ |
| 2000 | 1,771            |                    |
| 2001 | 1,787            |                    |
| 2002 | 1,807            |                    |
| 2003 | 1,811            |                    |
| 2004 |                  |                    |
| 2005 | 1,848            |                    |
| 2006 | 1,864            |                    |
| 2007 | 1,858            | 3,711              |
| 2008 | 1,890            | 3,773              |
| 2009 | 1,826            | 3,649              |
| 2010 | 1,783            | 3,561              |
| 2011 | 1,797            | 3,576              |
| 2012 | 1,746            | 3,495              |
| 2013 | 1,791            | 3,585              |
| 2014 | 1,668            | 3,346              |
| 2015 | 1,654            | 3,319              |
| 2016 | 1,641            | 3,288              |
| 2017 | 1,631            | 未有公佈           |
| 2018 | 1,641            | 未有公佈           |
| 2019 | 1,640            | 未有公佈           |
| 2020 | 1,413            | 未有公佈           |
| 2021 | 1,429            | 未有公佈           |
| 2022 | 1,514            | 未有公佈           |
| 2023 | 1,614            | 未有公佈           |

## 相鄰車站
九州旅客鐵道
■日豐本線
■特急「霧島」（9、12號）
國分－隼人－鹿兒島
■特急「霧島」（其餘班次）、■普通
國分－隼人－加治木
■肥薩線
■普通
日當山－隼人

## 外部連結
- JR九州隼人站 （页面存档备份，存于）（日語）